# Средно училище „Васил Левски“ (Малко Търново)
Средно училище „Васил Левски“ е гимназия в град Малко Търново, област Бургас. Създадена е през 1835 г. Патрон на училището е Васил Левски. То е разположено на ул. „Янко Маслинков“ № 3. Директор на училището е Донка Цинова.

## История
Училището е правоприемник на килийното училище в Малко Търново, открито през 1835 г. През учебната 1861/1862 година отваря врати Българско начално училище. През учебната 1920/1921 година с Указ №126 на Борис III е открит първи гимназиален клас.